# Awassa City SC
L'Awassa City Sport Club, també escrit Hawassa City SC, (Amhàric: ሀዋሳ ከተማ) és un club etíop de futbol de la ciutat d'Awassa. També és conegut amb el nom Hawassa Kenema.

## Palmarès
- Lliga etíop de futbol: [4]
  - 2004, 2007

- Copa etíop de futbol: [5]
  - 2005

## Futbolistes destacats
- Adane Girma
- Lawrence Lartey[6]